# Jungfernsee

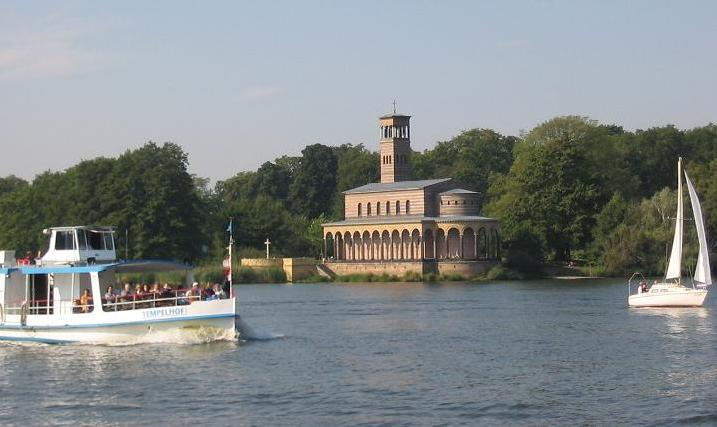
Vy mot Heilandskirche.

Jungfernsee är en 1,2 kvadratkilometer stor sjö i Tyskland, på gränsen mellan städerna Potsdam i Brandenburg och Berlin. Sjön genomflyts av floden Havel. Sjön är 3,52 kilometer lång från Grosses Horn i nordväst till Glienicker Brücke i sydost, och genomkorsas av Havel på tvären, från nordost till sydväst. I sjön ansluter även Sacrow-Paretzkanalen till Havel.
Sjöns namn kommer från benediktinnunneklostret i Spandau, som ägde marken vid sjöns strand under medeltiden. Mellan 1949 och 1990 gick gränsen mellan Östtyskland och Västberlin genom sjön, och från 1961 till 1989 gick Berlinmuren vid Potsdamsidan av sjön för att hindra tillgång till gränssjön från den östtyska sidan.
Vid sjöns strand ligger bland annat Schloss Glienicke, Sacrower Heilandskirche och Neuer Garten med slottet Cecilienhof, som alla ingår i världsarvet Palats och parker i Potsdam och Berlin.